# Cratere Poona
Poona  è un cratere sulla superficie di Marte.